# Isuzu 4EE1
Con la sigla 4EE1 viene indicato un motore diesel prodotto dal 1988 al 2000 dalla Casa automobilistica giapponese Isuzu.

## Caratteristiche

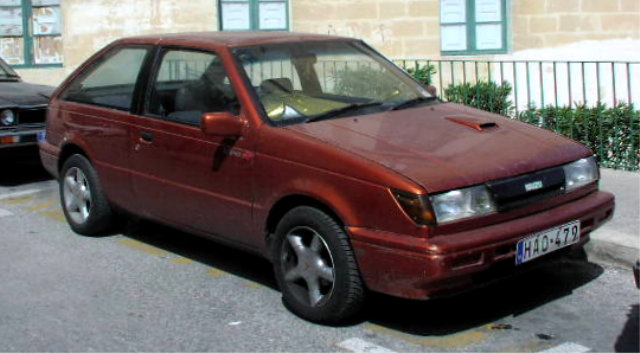
La principale applicazione Isuzu del 1.7 diesel 4EE1 si è avuta sulla Gemini seconda serie

Nell'estate del 1988 la Isuzu realizzò un nuovo motore a gasolio nato dalla rialesatura del motore 4EC da 1.5 litri lanciato 4 anni prima.

Lo scopo di questo motore era quello di fornire una valida motorizzazione a gasolio di fascia media in alcuni modelli della Casa giapponese. 

Il nuovo motore deriva come già detto dal 1.5 diesel (montato per esempio in Europa sulle Opel Corsa), il quale è stato rivisto in profondità.
Il nuovo motore, noto alla Isuzu con la sigla 4EE1, aveva le seguenti caratteristiche:
- architettura a 4 cilindri in linea;
- schema dimensionale sottoquadro;
- basamento in ghisa;
- testata in lega di alluminio;
- distribuzione ad un albero a camme in testa;
- testata a due valvole per cilindro;
- alesaggio e corsa pari a 79x86 mm;
- cilindrata totale di 1686 cm³;
- alimentazione ad iniezione indiretta Bosch VE con pompa rotativa;
- albero a gomiti a 5 supporti di banco.

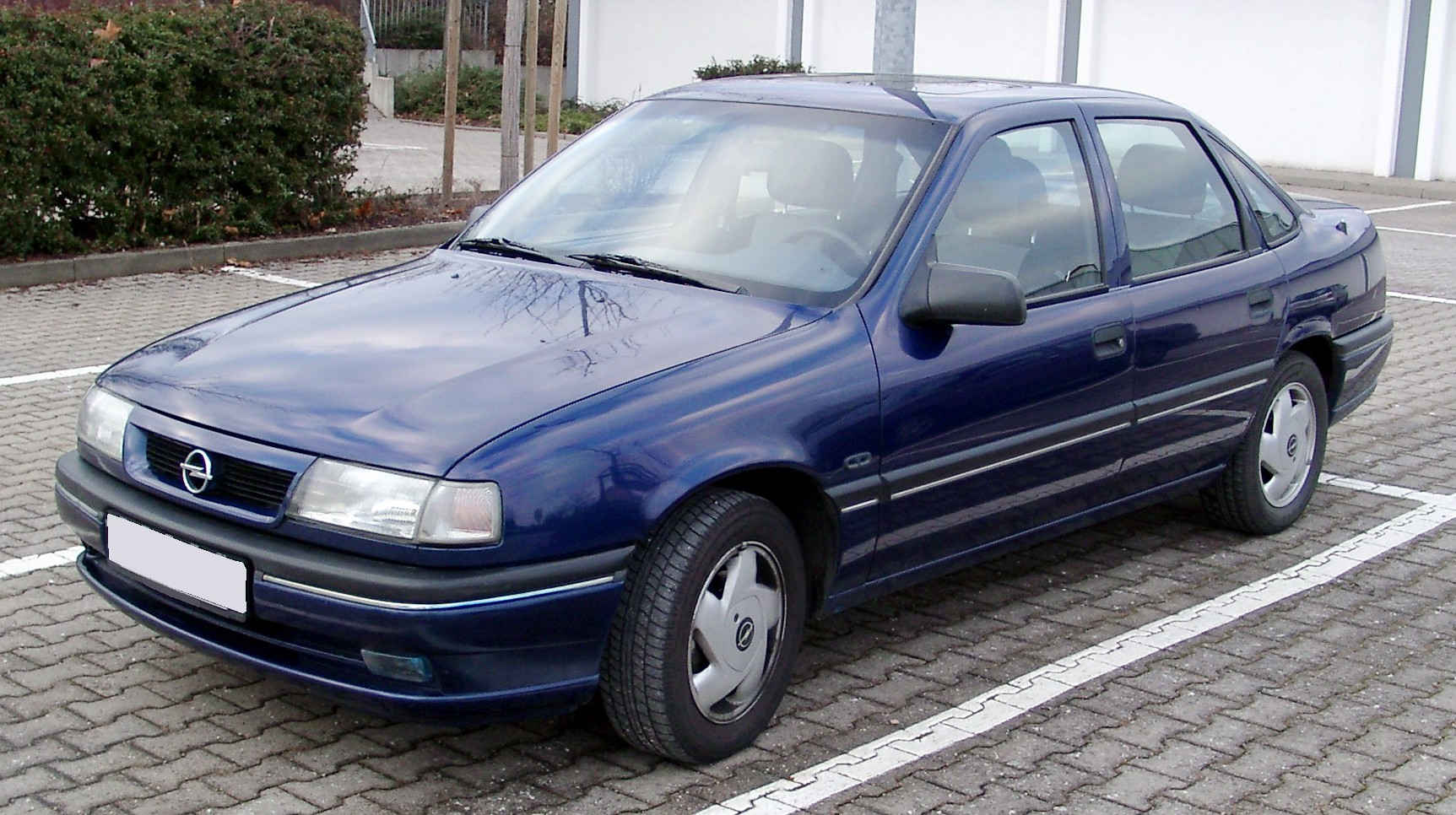
Anche le Opel Vectra A utilizzavano motori 4EE1, sia aspirati che turbo

Il motore 4EE1 ha esordito nel 1988 solo in Giappone, per poi debuttare in Europa pochi anni dopo. Oltre alla variante d'esordio, quella unicamente impiegata in Giappone, vi sono state anche altre tre varianti, utilizzate soprattutto presso la tedesca Opel, la quale utilizzò, per le diverse varianti, sigle differenti dagli standard Isuzu e più conformi a quelli della stessa Opel. La Casa tedesca, dal canto suo, già possedeva un 1.7 a gasolio (era il 1.7 diesel della famiglia OHC Four), ma era più pesante come massa ed era leggermente più avaro sempre in termini di erogazione. I primi motori 4EE1 furono utilizzati dalla Opel a partire dall'estate 1991.

Le caratteristiche delle quattro varianti fondamentali sono riportate di seguito.

### TC4EE1
Questa sigla, tipica degli standard Isuzu, indica in effetti quella che è stata la prima variante del motore 4EE1. Tale variante era caratterizzata da un rapporto di compressione pari a 22:1 ed erogava una potenza massima di 82 CV per Opel e di 88 CV per l'Isuzu Gemini, a 4500 giri/min per l'Isuzu Gemini e di 4400 giri/min per Opel con un picco di coppia di 168 Nm a 2500 giri/min per l'Isuzu e 168 Nm a 2400 giri/min per Opel. La sovralimentazione avveniva tramite un turbocompressore IHI. Presso la Opel questo motore era identificato con la sigla 17DT.

Tale motore è stato montato su:
- Opel Astra F 1.7 turbodiesel (1992-95);
- Opel Vectra A 1.7 turbodiesel (1991-93).
- Isuzu Gemini Mk2 1.7 TD (1988-89);
- Isuzu Gemini Mk3 1.7 TD  (1990-93).
- Mazda 323 S BA 1.7TD (1994-96)

### X17DT
Questa variante differisce dall'unità TC4EE1 per alcuni aggiornamenti volti a farle rispettare la normativa Euro 2. Invariate le caratteristiche ed i dati prestazionali. le applicazioni comprendono:
- Opel Astra F 1.7 turbodiesel (1995-98);
- Opel Vectra A 1.7 turbodiesel (1994-95);
- Opel Vectra B 1.7 turbodiesel (1995-96).

### X17D
Delle due varianti fondamentali, questa è stata la seconda in ordine cronologico. Si tratta di un motore diesel aspirato anch'esso rispettoso della normativa Euro 2 e caratterizzato da un rapporto di compressione pari a 23:1. La potenza massima era di 60 CV a 4400 giri/min, con una coppia massima di 108 N·m a 2600 giri/min (114 N·m a 2650 giri/min dal 1996.

Questo motore è stato montato su:
- Opel Corsa B 1.7 diesel (1993-00);
- Opel Combo A 1.7 diesel (1996-00).